# Ignacio Torres Amat
Ignacio Torres Amat, o Ignacio Torres y Amat de Palou (n. Sallent de Llobregat, Barcelona; 1768 - f. 1811), fue un clérigo y erudito español.

## Biografía
Hijo de José Torres y de Teresa Amat. Estudia en el seminario de Barcelona. Trabaja como bibliotecario de la Biblioteca Pública Espicopal de Barcelona, ordenada por su tío Félix Amat en 1772, del que fue secretario (1799). Aquí comienza la larga tarea de recopilación de material para elaborar un diccionario de autores catalanes, del que dejó un primer borrador, con información de más de mil autores, y que fue culminado por su hermano Félix: Memoria para ayudar a formar un diccionario crítico de los escritores catalanes, y dar alguna idea de la antigua y moderna literatura de Catalunya.